# Insurrection de juillet 1918
Révolution russe
L'Insurrection de juillet 1918 est le fait du Parti socialiste-révolutionnaire de gauche en Russie lors de la révolution russe.

## Historique
Dénonçant « l’abandon par les bolcheviks de la base même du socialisme international et révolutionnaire », les SR de gauche tentent une insurrection en juillet 1918. Des tchékistes SR assassinent l'ambassadeur allemand, le comte Wilhelm von Mirbach, afin de provoquer l'annulation de la paix de Brest-Litovsk avec l'Allemagne. L'insurrection échoue. Le parti est alors interdit, de nombreux dirigeants et militants exécutés ou arrêtés, leur presse interdite. Le parti bolchevik devient pratiquement le parti unique de Russie (bien que les mencheviks continuent d'exister dans des conditions très difficiles, jusqu'à leur interdiction définitive en 1921).